# Abraxas sugitanii
Abraxas sugitanii är en fjärilsart som beskrevs av Inoue 1942. Abraxas sugitanii ingår i släktet Abraxas och familjen mätare. Inga underarter finns listade i Catalogue of Life.